# 社會民主黨 (臺灣)
社會民主黨，簡稱社民黨，是中華民國政黨之一，在臺北市議會擁有一席現任議員苗博雅。成立於2015年3月29日，由國立臺灣大學社會學系副教授范雲、國立中正大學政治學系副教授陳尚志、臺灣少年權益與福利促進聯盟秘書長葉大華、前《四方報》總編輯張正、中央研究院政治學研究所博士後研究員伍維婷、臺灣同志諮詢熱線協會文宣部主任呂欣潔、國立臺灣大學政治學研究所博士生江俊宜、社會民主黨籌備處秘書長嚴婉玲等人發起籌組。2018年議員選舉後首度取得地方公職。現任召集人為徐雍，總部位於臺北市中正區。

## 歷史
社會民主黨成立於2015年，前身為台灣的公民組合，2015年1月21日，公民組合成員證實，公民組合理事長范雲等人確實不會參加本月25日由公民組合執行理事林峯正等人成立的新政黨時代力量，計畫本年3月左右才另組新政黨。2015年4月10日，社會民主黨於內政部備案，正式成立。
2015年3月16日，范雲宣布代表社民黨參選2016年中華民國立法委員選舉，她指出：對社民黨而言，政治不是短期投機要選票的工作，社民黨在主要幾個政策上對既有政黨不滿，目前沒有打算與主要幾個大的政黨協商；社民黨對主要政黨沒有足夠信任，也認為國民黨與民進黨的理念與主張有許多待改進之處，因此未來在這個基礎上，不會為任何主要政黨的總統候選人站台助選，否則就失去對新興政黨的意義。」
2015年3月29日，社民黨舉行成立大會，范雲發表建黨宣言，誓言打破兩大黨寡占的政治。
2015年6月4日，前民進黨主席林義雄發表給民進黨主席蔡英文的公開信《給蔡主席的一封信》，批評民進黨徵召就任不及5個月的市議員參選立法委員是「悖逆民主倫理」、「違背選民期待」。同日下午，范雲發布聲明，社民黨尊重其他政黨的黨內民主機制，林義雄的發言並非社民黨的立場，社民黨仍會按照自己的步調、以自己的力量爭取選民認同。
2015年6月26日，社民黨與綠黨合開協商會議，會後發布新聞稿宣布已經達成共識，希望達成積極促成綠黨、社民黨與時代力量三黨共組參政聯盟取得全國不分區立法委員席次；參政聯盟若取得立法委員席次，應保持不加入內閣、不加入執政黨立法院黨團等原則，在立法院扮演監督兩大黨的「進步反對黨」角色。同日，林峯正說對此會議「毫不知情」，時代力量建黨工程隊總隊長林昶佐也說「不知道會議結果要公開」，社民黨秘書長葉虹靈則說該黨會盡快再安排上列三黨討論。同日，社民黨臉書指出，本日美國最高法院裁定全國同性婚姻合法，在立法院卻沒有正式討論同性婚姻法案的機會，法務部也一直不肯提出同性婚姻法案，「請問兩大黨的總統參選人洪秀柱與蔡英文：對於同性婚姻法案，妳們有什麼看法？」
2015年6月27日，社民黨宣布由國立中正大學政治學系副教授陳尚志代表該黨於臺北市南港、內湖區參選區域立法委員，陳尚志在參選聲明中說：社民黨的組成就是要與青年世代共同面對及解決臺灣的社會不平等問題，而歷經公民罷免運動洗禮的港湖區是新興的民主聖地，為了「淘汰國民黨、監督民進黨」，追求新政治的社民黨不會缺席。同日，范雲說，社民黨與綠黨在分配正義、性別等議題都有共同看法，只是時代力量這星期排不出時間，所以社民黨先跟綠黨會商，社民黨仍會繼續與時代力量討論合作的可能。
2015年7月9日，范雲透過社民黨新聞稿質疑，蔡英文提出的年金改革是「不沾鍋的年金改革」，令人失望。范雲指出，希臘國債危機不是年金拖累，重點之一在於希臘政府長久以來不敢對財團加稅，她呼籲蔡英文提出對財團加稅的具體做法；至於年金改革相關法案，兩大黨目前都各有版本，但朝野協商遲遲未有進展，兩大黨都把年金改革當作漂亮口號，卻沒有政治魄力實際推動；蔡英文不僅是最大反對黨的主席，更是明年極有可能取得執政權的總統參選人，必須提出自己的年金制度主張、或是宣示如何盡力推動民進黨版的法案，而非躲在選上後的委員會、國是會議的程序背後，躲在所謂「社會共識」的背後，而不敢展現改革年金的政治魄力；蔡英文卻使出拖延戰術，說要等到民進黨「重新執政後」再來「研擬可行的年金改革方案」、組成「國家年金改革委員會」、召開「年金國是會議」。
2015年8月17日，社民黨與綠黨合開記者會宣布共組參政聯盟，綠黨召集人李根政、張育憬與社民黨召集人范雲等人簽署〈參政聯盟合作備忘錄〉，參政聯盟定名為「綠黨社會民主黨聯盟」（綠社盟）共同爭取立法委員席次，兩黨人士現場高喊「人民團結站出來，第三勢力進國會，淘汰國民黨、制衡民進黨」。
2015年11月10日，時代力量宣布臺北市南港、內湖區立法委員參選人林少馳加入該黨，對上同選區的綠社盟參選人陳尚志；同日，綠社盟回應，時代力量率先破壞第三勢力各黨不在同選區相互競爭提名的默契。
2016年1月18日，第九屆立委選舉綠社盟候選人全部落選，范雲宣布請辭社民黨召集人；同月29日，社民黨全國委員會選出陳尚志擔任代理召集人、苗博雅擔任發言人，陳尚志任期至同年3月黨員大會。
2016年4月15日，社民黨批評，本日立法院會議將民進黨版《兩岸訂定協議監督條例草案》交付審查，這份草案仍將「張慶忠條款」藏在細節中，不符人民期待，也不如時代力量版及尤美女版，而且無法溯及海峽兩岸服務貿易協議與海峽兩岸貨品貿易協議，更沒有明確規定產業影響評估該包含哪些項目；民進黨應具體修正缺失，否則容易讓人覺得民進黨欺騙民眾、忘記太陽花學運起因、忘記民眾對民進黨的期待。社民黨召集人陳尚志說，準行政院院長林全起用強烈支持ECFA的陳添枝擔任國家發展委員會主任委員，這顯示了未來蔡英文政府的兩岸經貿思維，如今民進黨在《兩岸訂定協議監督條例草案》放水完全不令他意外。
2016年7月15日，社民黨發言人嚴婉玲批評，民進黨版《集會遊行法》修正草案保留「強制排除」和「禁制區」條款，危害未來人民上街抗議的權利，「民進黨上任第一哩路就走歪」。

## 政治理念

### 主要政見
社會民主黨在成立大會上提出了五大政見。

### 意識形態
2015年3月1日，社民黨籌備委員會召集人范雲強調，社民黨絕對不會被財團收買，並參與2016年立法委員選舉；社民黨籌備處秘書長嚴婉玲則說，社民黨跟其他社會運動團體的不同之處在於社民黨真的要參與選舉，中國國民黨與民主進步黨這兩個大黨都無法成為社運團體的政治代理人，所以社民黨有機會提出比這兩大黨更進步的政策，社民黨希望藉此壓迫這兩大黨。
社民黨自我定義為是「溫和的左派」，目標群眾是中間、淺藍、淺綠民眾，希望用「新經濟、新政治、新社會」號召群眾；社民黨被認為泛綠色彩濃厚，外界咸認社民黨與民進黨選票重疊，但「我們不想被歸類為泛綠大聯盟，當然也不是泛藍，我們想要有新的開始」，「我們就是對藍綠政黨都不滿意，主張跳脫藍綠的；那是舊的界線，我們有價值理念更清楚的路線」。

### 黨際關係

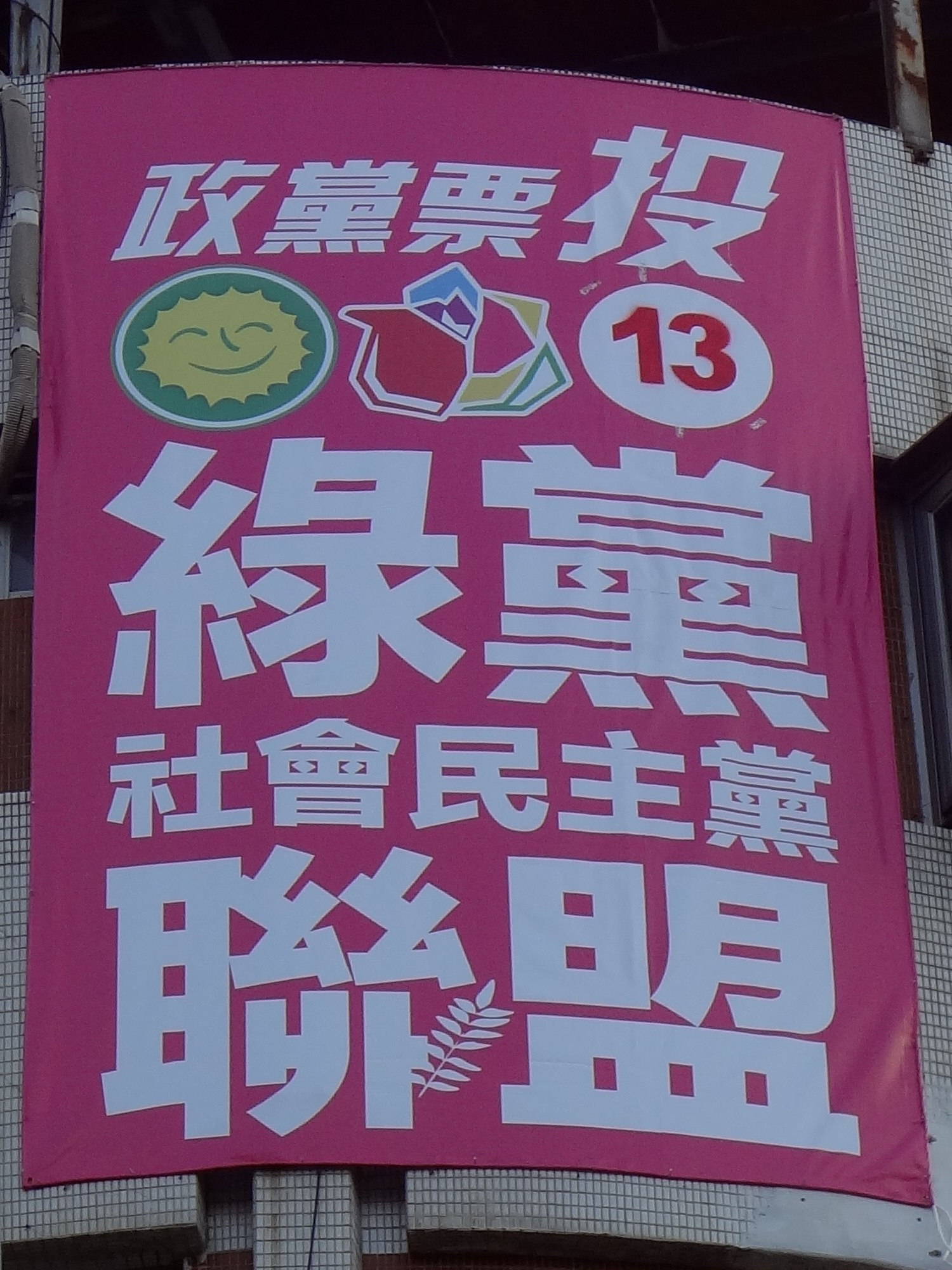
2016年立委選舉，綠社盟廣告

在2016年立委選舉，社民黨曾與綠黨共組參政聯盟「綠黨社會民主黨聯盟」（綠社盟）共同爭取立法委員席次。2019年，綠黨宣布在2020年立委選舉將自行提名區域及不分區立委參選人，不再與社民黨合作共推不分區名單。
其後社會民主黨部分成員加入民主進步黨：如李晏榕於參選2018年台北市議員選舉失利後，2019年2月15日加入民進黨擔任發言人。范雲則於同年11月16日加入民進黨並在2020年立委選舉民進黨不分區立委提名名單中列名第三，其後也順利進入國會擔任民進黨不分區立委。

#### 苗博雅路線
社民黨僅在第十三、十四屆臺北市議會有苗博雅一席議員，也與無黨籍臺北市議員邱威傑、林亮君保持合作關係。如在2022年臺北市議會議長選舉時，在中國國民黨議員席次具過半優勢的情況下，苗林兩人並未選擇投給立場較接近的民進黨所推出之正副議長人選李建昌、劉耀仁，而是議長投林亮君、副議長投苗博雅。林亮君受訪時表示，她們討論後決定投給她，是希望在野黨的聲音被凸顯，她們的支持者也期待兩人有更多自主性，在選民的期待下，以及小黨在議會的聲音大幅被壓縮，所以才會如此表態。
2023年6月14日，在「民主大聯盟」記者會上，民進黨宣布臺北市大安區選區將與社民黨合作，由台北市議員苗博雅參選立法委員選舉，賴清德並表示會就居住正義等社會議題與社民黨共同努力。。因早前綠社盟已連續4年未依法推薦候選人參加公職人員選舉，中華民國內政部於2021年依據《政黨法》廢止其政黨備案，無法以綠社盟身分提名不分區立委，且提名滿10位候選人的門檻花費過鉅，故社民黨不會於本屆大選提名不分區立委、甫更名的台灣綠黨則獨立推出不分區候選人名單。國民黨議員徐巧芯以此批評社民黨不敢與民進黨競爭，惟社民黨認為是現行法制對小黨不利之故而駁斥此說法。
同年，時任無黨籍立委林昶佐於幕後以太陽花學運世代為號召、跨黨派組成的TheGeneration「這個世代」連線於2023年9月成立
，成員有吳沛憶、苗博雅、賴品妤、曾玟學及吳崢以及後續加入的黃捷等立委參選人六人。提出「推動繁榮而自主的經濟、打造幸福而自由的生活、促進進步有尊嚴的國家、積極拓展國際影響力」
，共同面對象徵不透明政治、來自中國混合戰壓力、政治家族把持甚至有分贓疑慮的「鐵票區」代表：例如引起兩岸服務貿易協議存查爭議的前立委「國會首富張慶忠」之次子張智倫（與前述參選成員吳崢皆參與翌年的新北市中和區立法委員選舉競爭中）
。

## 組織

### 召集人
| 屆數 | 姓名   | 就任日期      | 卸任日期      | 備註                                               |
| ---- | ------ | ------------- | ------------- | -------------------------------------------------- |
| 1    | 范雲   | 2015年3月29日 | 2016年1月16日 | 因2016年中華民國立法委員選舉未取得任何席次引咎請辭 |
| 代理 | 陳尚志 | 2016年1月29日 | 2016年3月26日 | 由社民黨全委會選出代理                             |
| 2    | 陳尚志 | 2016年3月26日 | 2017年1月23日 | 由社民黨全委會選出                                 |
| 代理 | 范雲   | 2017年1月23日 | 2019年3月22日 | 由社民黨全委會選出代理                             |
| 3    | 丁勇言 | 2019年3月23日 | 2021年10月2日 | 由黨員大會改選                                     |
| 4    | 呂鴻志 | 2021年10月2日 | 2024年5月18日 | 由黨員大會改選                                     |
| 5    | 徐雍   | 2024年5月18日 | 至今          | 由黨員大會改選                                     |

### 全國委員
- 徐雍（兼任黨召集人）
- 苗博雅（現任臺北市議員）
- 何星融
- 陳尚志

### 評議委員
- 柯乾庸（兼任黨秘書長）
- 鄭皓中
- 楊詠晴

## 相關人物
- 苗博雅：現任第十三、十四屆臺北市議員，曾代表社會民主黨參選2024年立委選舉（臺北市第六選舉區，獲得民進黨禮讓支持）。
- 范雲：曾代表社會民主黨參選2016年立委選舉（臺北市第六選舉區，獲得民進黨禮讓支持），也是社民黨創辦人之一，後加入民進黨擔任不分區立委[22]。
- 李晏榕：曾代表社會民主黨參選2016年立委選舉（臺北市第三選舉區），後被延攬擔任不當黨產處理委員會兼任委員。2019年2月11日，加入民進黨擔任發言人，2023年1月18日擔任民進黨性別平等事務部主任。
- 呂欣潔：曾代表社會民主黨參選2016年立委選舉（臺北市第七選舉區），也是社會民主黨創辦人之一，以及是婚姻平權大平台總召。
- 陳尚志：是前任黨召集人，曾代表社會民主黨參選2016年立委選舉（臺北市第四選舉區），也是社會民主黨創辦人之一，以及是國立中正大學政治系副教授。
- 葉大華：曾代表社會民主黨參選2016年立委選舉（不分區立委候選人），也是社會民主黨創辦人之一，以及台灣少年權益與福利促進聯盟秘書長，現為第六屆監察委員。
- 游藝：松菸公園催生聯盟召集人。
- 王寶萱：曾代表社會民主黨參選2016年立委選舉（桃園市第一選舉區），也是國立臺北藝術大學主任秘書，之後改加入時代力量成為不分區立委候選人，後擔任時代力量決策委員。
- 劉仕傑：曾代表社會民主黨參選2018年臺北市第一選區議員，之後改加入時代力量再度參選2022年臺北市第一選區議員，之後因MeToo事件退黨以及退出政壇[37]。
- 呂鴻志：是前任黨召集人，也是火燒島樂團主唱。

## 歷屆選舉情況
2015年成立至今，僅於2018年、2022年地方大選獲得臺北市議員的一席議員。

### 國會選舉
| 選舉   | 議席    | 區域得票  | 得票率 | 政黨得票  | 得票率 | 變化 | 召集人 | 備註                                                                                               |
| ------ | ------- | --------- | ------ | --------- | ------ | ---- | ------ | -------------------------------------------------------------------------------------------------- |
| 2016年 | 0 / 113 | 203,658票 | 1.71%  | 308,106票 | 2.53%  | 0席  | 范雲   | 與綠黨組成選舉聯盟，以綠黨社會民主黨聯盟名義登記，范雲競選臺北市第六選舉區獲得民主進步黨禮讓支持。 |
| 2024年 | 0 / 113 | 74,375票  | 0.55%  | 不適用    | 不適用 | 0席  | 呂鴻志 | 苗博雅競選臺北市第六選舉區獲得民主進步黨禮讓支持。                                                 |

### 地方選舉
| 選舉   | 直轄市及縣市首長 | 地方議員 | 鄉鎮市區長 | 鄉鎮市區民代表 | 村里長    | 召集人 |
| ------ | ---------------- | -------- | ---------- | -------------- | --------- | ------ |
| 2018年 | 0 / 22           | 1 / 912  | 0 / 204    | 0 / 2,149      | 0 / 7,760 | 范雲   |
| 2022年 | 0 / 22           | 1 / 910  | 0 / 204    | 0 / 2,139      | 0 / 7,748 | 呂鴻志 |

## 外部連結
- 官方网站
- 社會民主黨的Facebook專頁
- YouTube上的社會民主黨頻道